# أليكس لوري
أليكس لوري (بالإنجليزية: Alex Lowry) هو لاعب كرة قدم بريطاني في مركز لاعب وسط، ولد في 23 يونيو 2003 في غلاسكو في المملكة المتحدة.

## وصلات خارجية
- أليكس لوري على موقع الاتحاد الأوربي (الإنجليزية)
- أليكس لوري على موقع الاتحاد الإسكتلندي (الإنجليزية)
- أليكس لوري على موقع قاعدة بيانات كرة القدم.إي يو (الإنجليزية)
- أليكس لوري على موقع Soccerbase.com (لاعب) (الإنجليزية)
- أليكس لوري على موقع Soccerway.com (الإنجليزية)
- أليكس لوري على موقع عالم كرة القدم.نت (الإنجليزية)